# Onthophagus mcclevei
Onthophagus mcclevei es una especie de insecto del género Onthophagus, familia Scarabaeidae, orden Coleoptera.

## Historia
Fue descrita científicamente por Howden & Génier en 2004.